# World Wrestling All-Stars
A World Wrestling All-Stars (WWA) foi uma promoção de wrestling profissional fundada pelo promotor australiano Andrew McManus em 2001. A empresa foi operada pela McManus' International Touring Company e foi uma das várias criadas após a falência da Extreme Championship Wrestling (ECW) e da World Championship Wrestling (WCW). A companhia era localizada em Brisbane, Austrália e estava em atividades entre outubro de 2001 e maio de 2003.
A empresa produziu cinco pay-per-view e possuía três títulos: o Campeonato Mundial de Pesos-Pesados, o Campeonato Internacional de Pesos-Leves e o Campeonato Hardcore.